# Liste der Monuments historiques in Bergholtzzell
Die Liste der Monuments historiques in Bergholtzzell führt die Monuments historiques in der französischen Gemeinde Bergholtzzell auf.

## Liste der Bauwerke
| Bezeichnung      | Beschreibung | Standort                 | Kennzeichnung | Schutzstatus | Datum | Bild           |
| ---------------- | --- | ------------------------ | ------------- | ------------ | ----- | -------------- |
| Kirche St-Benoît | Überreste einer ottonischen Kirche, Anfang des 11. Jahrhunderts, im 14. Jahrhundert vergrößert, 1873 zerstört; im Nachfolgebau erhalten: zwei Pfeiler und zwei Pilaster | 1 rue des Suisses (Lage) | PA00125231    | Inscrit      | 1993  | weitere Bilder |

## Liste der Objekte
| Bezeichnung                          | Beschreibung                                                                                     | Standort                          | Kennzeichnung | Schutzstatus | Datum | Bild |
| ------------------------------------ | ------------------------------------------------------------------------------------------------ | --------------------------------- | ------------- | ------------ | ----- | ---- |
| Kanzel                               | Sandstein, bezeichnet 1597                                                                       | außen an der Ölbergkapelle (Lage) | PM68000022    | Classé       | 1988  |      |
| Gemälde Tobias und die drei Erzengel | Ölfarbe auf Leinwand, vergoldeter Holzrahmen, 18. Jahrhundert, möglicherweise von Johann Pfunner | in der Kirche St-Benoît (Lage)    | PM68000021    | Classé       | 1988  |      |